# هامودل
هامودل (به آلمانی: Hamweddel) یک شهر در آلمان است که در رندسبورگ-اکرنفورده واقع شده‌است.
 هامودل  ۴۸۵ نفر جمعیت دارد.